# 福岡みもれ
福岡 みもれ（ふくおか みもれ、1992年9月29日 - ）は、日本のモデル、およびレースクイーン。ボーカルユニット「SPY」の元メンバー。現在、みもれもんとして活動している。

## 略歴
芸能界には小学生の時から憧れていた。かつては読者モデルもしていたが、その後現所属事務所からスカウトされて所属となった。
2017年5月26日、「スペリオールガールズグランプリ2017」初代グランプリを獲得。ここではSHOWROOMでの獲得ポイント数も審査対象になり、SHOWROOMではみんなに楽しんでもらうためにと、残り1か月間で、当時仕事で住んでいた沖縄県内の街頭でSPYのCDを手売りしたり、琉球ガラス村までの行程をヒッチハイクして移動するところをそれぞれ撮影して配信した。
特技は「マリオカートシリーズ」、食べること。マリオカートは『マリオカート64』の時からプレイして来たほどのファン。「マリオカート・ワールドチャンピオンシップ世界1位」になったこともあり、この時はベビィピーチを使用キャラクターとして、『マリオカートWii』でプレイし、ネット対戦の結果によるポイントで競った。世界一になるまでに1年半を要したという。一方で、この他に得意なゲームは特に無いという。

## モデル・レースクイーン活動
- フォーミュラ・ドリフト・ジャパンのレースクイーン[7]
- 2016 MOTORGAMES サポートガール[1]
- 東京ミス夢の島マリーナ 2016[1]
- 黒の奇跡茶 専属イメージモデル[1]
- 関西コレクション 2012SS・2013・2015SS 出演[1][8]
- ファッションリーダーズ 2015SS・2015 出演[1]
- ニコニコ超会議2016 大和超券 鐘ガール[1]
- SUPER GT 2012「JLOC 85号車」レースクイーン「エグゼギャル」（相方：葉山藍子[注 1]）[2][1]

## 作品

### シングル
- panipani（2016年10月19日、SPY）

### 配信シングル
- #好きと言って（2017年6月23日、SPY）
- 結婚できない女（2017年7月21日、SPY）

### 写真集
- CUTE 〜BRAND NEW〜（2017年6月15日、ファーストデジタル写真集）[9]
- MIMORE（2018年5月13日、セカンドデジタル写真集）[10]

## 出演

### テレビ番組
- MOTOR GAMES TV (毎週月曜日、BSJ SPORTS3）- レギュラー出演
- BULL ROCK TV（サンテレビジョン）- レギュラー出演[1]
- 女子力upバラエティー いまドキッと!?（サンテレビ）- レギュラー出演[1]
- 東京オーディション(仮)（TOKYO MX）[1]
- 真夜中のおバカ騒ぎ!（千葉テレビ放送、TOKYO MX）- 2015年4月レギュラー[1]

### ラジオ番組
- 宮城夏鈴のsweetbeet（毎週金曜日、Radio NEO）
- SHOWGATE MODELSのLOVEPOTION（毎週日曜日、レインボータウンFM）
- LOVE POTION（FMとよみ）- メインパーソナリティー

### ウェブテレビ
- バラエティ開拓バラエティ日村がゆく!（2018年11月28日、AbemaTV）M-1ナメてるGP（お笑いコンビ「ぽんたん」として）[11]

### PV
- chay「君たちキウイ・パパイア・マンゴーだね。」[1]